# Sean Patrick Flanery
Sean Patrick Flanery est un acteur et auteur américain, né le 11 octobre 1965 à Lac Charles (Louisiane, États-Unis). Il est connu pour avoir joué Connor MacManus dans Les Anges de Boston (1999) et sa suite Les Anges de Boston 2 (2009), Greg Stillson dans la série télévisée USA Network Dead Zone, Jeremy "Powder" Reed dans Powder (1995), Indiana Jones dans la série télévisée Les Aventures du jeune Indiana Jones (1992-1996), ainsi que Bobby Dagen dans Saw 3D : Chapitre Final (2010). Il est également connu pour son rôle de Sam Gibson sur le feuilleton CBS Les Feux de l'amour en 2011. Il a joué dans The Devil's Carnival, un court-métrage qui a été projeté en tournée à partir d'avril 2012. En 2016, il a publié son premier roman, Jane Two, une histoire de passage à l'âge adulte (coming-of-age story) s'inspirant de sa propre enfance et de ses premières expériences.

## Biographie
Flanery est né à Lake Charles, en Louisiane, et a été élevé à Houston, au Texas. Sa mère, Genie (née LeDoux), est un courtier immobilier, et son père, Paul Flanery, est un vendeur de matériel médical. Ses ancêtres incluent les Irlandais, les Cadiens (français) et les Anglais. Après avoir fréquenté Awty International School, Flanery est diplômé de Dulles High Schoolde de Sugar Land et a fréquenté University of St. Thomas à Houston.
Flanery a commencé à jouer à l'université après avoir rejoint un cours de théâtre pour rencontrer une fille sur laquelle il avait le béguin. Il a ensuite déménagé à Los Angeles, en Californie, pour poursuivre sa carrière d'acteur.
Depuis 1988, il est apparu dans plus de 53 films, y compris Powder, Simplement irrésistible et Compte à rebours mortel. Il est surtout connu pour avoir joué Connor MacManus dans Les Anges de Boston et Indiana Jones dans Les Aventures du jeune Indiana Jones. Il a eu un bref rôle en tant qu'être ascensionné, Orlin, dans l'épisode Stargate SG-1 "Ascension". Il est apparu dans la série télévisée Dead Zone dans le rôle du vice-président, Greg Stillson, jusqu'à son annulation.
Flanery est également apparu dans un épisode de Les Maîtres de l'horreur de Showtime jouant un shérif de la ville qui est devenu plus tard l'une des entités antagonistes possédées.
En Mars 2010, il a été jeté dans le rôle principal dans la science-fiction film d'horreur Proliférations. Il a également eu un rôle de soutien en 2010 dans Saw 3D : Chapitre Final. Flanery est apparu dans le clip de The Black Keys "Howlin 'For You", qui a été publié le 10 février 2011. En avril 2011, Flanery se rend au feuilleton CBS Les Feux de l'amour, jouant le rôle de Sam, le petit ami de Sharon Newman du Nouveau-Mexique.

## Vie privée
Il est marié à la mannequin et actrice Lauren Michelle Hill avec qui il a deux fils. Il a une fille issue d'une relation antérieure, Lola Flanery, née le 26 mai 2005, qui est également actrice.
Il a un chien nommé Donut qui doit son nom aux beignets qu'il a dévorés peu de temps après avoir été adopté par Flanery.
Flanery a remporté la course Toyota Pro-Celebrity (en) 1997 au Grand Prix Toyota de Long Beach en tant que pilote célèbre; la "règle Alfonso Ribeiro" (selon laquelle si une célébrité gagne, elle doit être classée comme professionnelle la prochaine fois) l'a forcé à "défendre" son titre de pilote professionnel selon les règles TGPLB, et il a remporté la course de 1998 en tant que un chauffeur professionnel.
Flanery est également ceinture noire en Jiu-Jitsu brésilien, qu'il enseigne.

## Filmographie sélective

### Cinéma
- 1995 : Raging Angels de Alan Smithee : Chris
- 1995 : Powder de Victor Salva : Jeremy 'Powder' Reed
- 1996 : Just Your Luck de Gary Auerbach (vidéo) : Ray
- 1997 : Best Men de Tamra Davis : Billy
- 1997 : Suicide Kings de Peter O'Fallon : Max Minot
- 1999 : Les Anges de Boston de Troy Duffy : Connor MacManus
- 1999 : Simplement irrésistible de Mark Tarlov : Tom Bartlett
- 2000 : Sexe attitudes de Michael Cristofer : Rick
- 2002 : D-Tox de Jim Gillespie : Conner
- 2007 : Ten Inch Hero (film) de David Mackay : Noah
- 2007 : Kaw (film) de Sheldon Wilson : Wayne
- 2009 : Les Anges de Boston 2 : Connor MacManus
- 2010 : Deadly Impact : Tom Armstrong
- 2010 : Saw 3D : Chapitre final : Bobby Dagen
- 2010 : Mongolian Deth Worm (en) de Steven R. Monroe : Daniel
- 2013 : Phantom de Todd Robinson : Tyrtov
- 2013 : Broken Horses de Vidhu Vinod Chopra (le générique du film mentionne 2014)
- 2016 : Beyond Valkyrie : Dawn of the 4th reich de Claudio Fäh (en) : Capitain Evan Blackburn
- 2017 : Lasso de Evan Cecil
- 2019 : Acceleration de Michael Merino et Daniel Zirilli : Kane
- 2021 : Born a champion de Alex Ranarivelo : Mickey
- 2023 : Nefarious de Cary Solomon et Chuck Konzelman : Nefarious

### Télévision
- 1992 : Les Aventures du jeune Indiana Jones : Indiana Jones
- 1999- 2000 : Deux privés à Vegas : Elvis Ford
- 2001 : Stargate SG-1 de Martin Wood : Orlin
- 2002 : Charmed : Adam Prince
- 2001 : La Dernière rivale (Diamond Hunters) de Dennis Berry : Johnny Lance
- 2002 : Embrassez la mariée ! (Kiss the Bride) : Tom Terranova
- 2002 : Dead Zone : Greg Stillson
- 2002 : Borderline : Ed Baikman
- 2007 : Projet Oxygène (téléfilm) : Doug Liman
- 2008 : Numbers , saison 3, épisode 8 : Jeff Upchurch
- 2009 : Esprits criminels , saison 5, épisode 2 : Darrin Call
- 2009 : L'Amour aux deux visages (Citizen Jane) d'Armand Mastroianni : Tom
- 2011 : Les Feux de l'amour : Sam Gibson
- 2011 : Un admirateur secret (A Crush on You) : Ben Martin
- 2012 : Au cœur de la famille (Dad's Home) : Mark Futterman
- 2013 : Dexter : Jacob Elway[1]
- 2013 : Portées disparues (Hidden Away) : Brett

## Nominations
- MTV Movie Awards 1996 : Meilleure révélation masculine pour son rôle dans Powder de Victor Salva

## Voix françaises
| - Jean-Philippe Puymartin dans : - Les Aventures du jeune Indiana Jones (série télévisée) - Au-delà du réel (série télévisée) - La Dernière Rivale (téléfilm) - Le Couteau dans la plaie - Embrassez la mariée ! (téléfilm) - Dead Zone (série télévisée) - La Treizième Dimension (série télévisée) - Charmed (série télévisée) - Projet Oxygène (téléfilm) - Vol noir (téléfilm) - Stargate SG-1 (série télévisée) - Esprits criminels (série télévisée) - L'Amour aux deux visages (téléfilm) - Deadly Impact - Saw 3D : Chapitre final - Au cœur de la famille (téléfilm) - Phantom - Le Manoir de Cold Spring (téléfilm) - Portées disparues (téléfilm) - The Boys (série télévisée) | - Vincent Ropion dans : - La Méthode - Les Anges de Boston - Les Experts (série télévisée) - Gérard Darier dans : - Suicide Kings - Simplement Irrésistible Et aussi - Bernard Gabay dans Powder - Pierre Tessier dans Best Men - Damien Boisseau dans Sexe attitudes - Didier Cherbuy dans Lone Hero - Boris Rehlinger dans Les Maîtres de l'horreur (série télévisée) - Éric Aubrahn dans Les Anges de Boston 2 - Philippe Valmont dans Un admirateur secret (téléfilm) - Arnaud Bedouët dans Dexter (série télévisée) |